# جيورجيوس ماسوراس
جيورجيوس ماسوراس (باليونانية: Γιώργος Μασούρας)‏ هو لاعب كرة قدم يوناني ولد في عام 1994 ويلعب في مركز المهاجم والجناح، ويلعب حاليا لصالح نادي أولمبياكوس ومنتخب اليونان لكرة القدم.

## وصلات خارجية
جيورجيوس ماسوراس على موقع الاتحاد الدولي (مؤرشف)  (الإنجليزية)
- جيورجيوس ماسوراس على موقع الاتحاد الأوربي (الإنجليزية)
- جيورجيوس ماسوراس على موقع إي إس بي إن إف سي (الإنجليزية)
- جيورجيوس ماسوراس على موقع قاعدة بيانات كرة القدم.إي يو (الإنجليزية)
- جيورجيوس ماسوراس على موقع ناشيونال فوتبول تيمز (الإنجليزية)
- جيورجيوس ماسوراس على موقع Soccerway.com (الإنجليزية)
- جيورجيوس ماسوراس على موقع عالم كرة القدم.نت (الإنجليزية)